# Nueva España (revista)
Nueva España fue una revista cultural y política editada en Madrid entre 1930 y 1931.

## Historia
La revista, editada en Madrid entre 1930 y 1931, estuvo dirigida por Antonio Espina, Adolfo Salazar y José Díaz Fernández. De periodicidad primero quincenal y más tarde semanal, su primer número apareció el 30 de enero de 1930, a caballo entre la caída de la dictadura de Primo de Rivera y el comienzo de la "Dictablanda" de Berenguer, y contó con colaboraciones de autores como Álvaro de Albornoz, Luis de Araquistáin, Manuel Azaña, Azorín, Marcelino Domingo, Julián Gorkin, Rodolfo Llopis, Ramón J. Sender, María Zambrano, Gregorio Marañón, Julián Zugazagoitia y Ogier Preteceille, entre otros muchos, así como el pintor Carlos Maside. En Nueva España, que contaba con una línea editorial izquierdista, se defendieron ideas republicanas y socialistas. Tanto Víctor Fuentes como Manuel Aznar Soler contextualizan su aparición como una respuesta a la derechización de la revista La Gaceta Literaria, de Giménez Caballero. Publicó su último número en junio de 1931, un par de meses después de la instauración de la Segunda República.